# Culcasia simiarum
Culcasia simiarum är en kallaväxtart som beskrevs av Ntépé-nyamè. Culcasia simiarum ingår i släktet Culcasia och familjen kallaväxter. Inga underarter finns listade.